# Campeonato Mundial de Judô 1956
O Campeonato Mundial de Judô de 1956 foi a primeira edição do Campeonato Mundial de Judô, realizada no ginásio Kuramae Kokugikan, Tóquio, Japão, em 3 de Maio de 1956.

## Países participantes
| - Japão - França - Países Baixos |

## Medalhistas

### Homens
| Evento | Ouro            | Prata                | Bronze                       |
| ------ | --------------- | -------------------- | ---------------------------- |
| Aberto | Shokichi Natsui | Yoshihiko Yoshimatsu | Henri Courtine Anton Geesink |

### Quadro de Medalhas
| Ordem | País          | Medalha de ouro | Medalha de prata | Medalha de bronze | Total |
| ----- | ------------- | --------------- | ---------------- | ----------------- | ----- |
| 1     | Japão         | 1               | 1                | 0                 | 2     |
| 2     | França        | 0               | 0                | 1                 | 1     |
| 2     | Países Baixos | 0               | 0                | 1                 | 1     |